# کونومی تانیگوچی
کونومی تانیگوچی (انگلیسی: Konomi Taniguchi؛ زادهٔ ۲۳ اوت ۱۹۹۶) بازیکن فوتبال اهل ژاپن است.